# Venyukovia prima
Venyukovia prima è un terapside estinto, appartenente ai venjukoviamorfi. Visse nel Permiano medio (circa 268 - 265 milioni di anni fa) e i suoi resti fossili sono stati ritrovati in Russia.

## Descrizione
Questo animale è noto solo per resti parziali di crani e mandibole, ma si suppone possedesse un corpo piuttosto tozzo e arti corti. Il cranio di Venyukovia era lungo circa 12 centimetri, e si suppone che l'animale intero non oltrepassasse il mezzo metro di lunghezza. Venyukovia possedeva un cranio abbastanza corto, con un muso basso, massiccio e abbastanza squadrato in sezione trasversale. Le narici esterne erano situate in alto, le orbite erano piuttosto grandi e tondeggianti, così come forse erano ampie le finestre temporali. Nella mandibola, l'osso dentale confluiva anteriormente in una sinfisi massiccia. I denti anteriori erano a forma di scalpello, massicci e allungati, mentre quelli posteriori erano più piccoli. In generale, la dentatura appariva meno specializzata rispetto a quella dell'assai simile Ulemica.

## Classificazione
Venyukovia è il genere eponimo dei venjukoviamorfi, un gruppo di piccoli anomodonti tipici del Permiano, considerati vicini all'origine dei dicinodonti ma già troppo specializzati per essere i loro antenati. Venyukovia prima venne descritto per la prima volta da Amalitzky nel 1922, sulla base di fossili incompleti ritrovati nelle miniere di Kargalinski nella regione di Orenburg, in Russia. La specie V. invisa, descritta successivamente da Efremov, venne in seguito attribuita a un altro genere, Ulemica.